# Pan Wołodyjowski
Pan Wołodyjowski je kniha polského spisovatele Henryka Sienkiewicze. Patří do velké historické trilogie, předchází jí romány Ohněm a mečem (1884) a Potopa (1886). Byla vydána v roce 1888. Hlavní postavou je hrdina plukovník Michał Wołodyjowski.
Knihu v roce 1968 zfilmoval Jerzy Hoffman s Tadeuszem Łomnickim v titulní roli.

## Děj
Na začátku knihy zemře panu Wolodyjowskému snoubenka Anuše a on se z žalu rozhodne odejít do kláštera. Mazaný pan Zagloba ho však s pomocí jejich společného přítele Kettlinga přemluví, aby klášter opustil a dál si užíval života, zprvu pouze načas. Postupně začne pan Zagloba pana Wolodyjowského přesvědčovat, aby se do kláštera nevracel a ten mu tváří v tvář světským radovánkám vyhoví.
Brzy poté se pan Wolodyjowski a Kettling seznamují se dvěma dívkami, Baškou a Kristýnou, s nimiž se posléze i ožení.
Zatímco se polská šlechta oddává malicherným sporům, Polsko je ohroženo tažením Tatarů a Turků. Pan Wolodyjowski se svou ženou odjíždějí do pohraniční pevnosti Chrepťovo, kde se věnuje hraničářské službě. Jsou mu podřízeni mladí důstojníci jako Muszalski, Snitko, Adam Nowowiejski a Azja Tuhaj Bejovič, který je původem Tatar. Tváří v tvář blížícímu se tureckému vojsku Azja zradí a pokusí se unést paní Bašku. Ta ho však zraní a uteče mu. Azja se pak mstí rodině pana Nowowiejského, s níž měl nevyřízené účty, zabije mu otce, zatímco jeho sestru a snoubenku prodá do otroctví. Nowowiejski jej pronásleduje, porazí a nechá nabodnout na kůl. Pan Wolodyjowski a Kettling posléze brání města Kamenec, vázáni přísahou, že neustoupí, dokud nepřijde posila. Když se Kamenec vzdává, Wolodyjowski vyhodí do vzduchu městskou pevnost se skladem střelného prachu a on i Kettling zahynou v troskách společně s mnoha Turky. Hetman Sobieski sice dorazí pozdě, nakonec válku přesto vyhraje, a to i díky zimě, na kterou nejsou turecká vojska zvyklá. Z knihy je dost cítit polské vlastenectví někdy přecházející až v nacionalismus.

## Hlavní postavy
- Michal Wolodyjowsky
- Jan Onufry Zagłoba
- Kristina Drohojówska
- Hassling-Kettling of Elgin
- Barbara (Baška) Jeziorkówska
- Andrzej Kmicic
- Adam Nowowiejski
- Azja Tuhaj Bejovič
- Jan III. Sobieski
- Ewa Nowowiejska
- Zoška Boska
- Muszalski
- Snitko erbu Zatajený měsíc